# Streptopyx durmitoricus
Streptopyx durmitoricus är en insektsart som beskrevs av Dlabola 1984. Streptopyx durmitoricus ingår i släktet Streptopyx och familjen dvärgstritar. Inga underarter finns listade i Catalogue of Life.